# Félix Faure (stanice metra v Paříži)
Félix Faure je nepřestupní stanice pařížského metra na lince 8 v 15. obvodu v Paříži. Nachází se na Avenue Félix-Faure.

## Historie
Stanice byla otevřena 27. července 1937 při zprovoznění úseku úsek La Motte-Picquet – Grenelle ↔ Balard.

## Název
Jméno stanice je odvozeno od názvu Avenue Félix-Faure. Félix Faure (1841–1899) byl v letech 1895–1899 francouzský prezident, který vstoupil do historie především okolnostmi své smrti, když zemřel v Elysejském paláci v náručí kurtizány jménem Marguerite Steinheil.

## Vstupy
Vchod do stanice se nachází na křižovatce Avenue Félix-Faure s náměstím Place Étienne-Pernet naproti kostelu Saint-Jean-Baptiste de Grenelle.